# Turkse koraaljuffer
De Turkse koraaljuffer (Ceriagrion georgifreyi) is een juffer uit de familie van de waterjuffers (Coenagrionidae).
De Turkse koraaljuffer staat op de Rode Lijst van de IUCN als kwetsbaar, beoordelingsjaar 2010, de trend van de populatie is volgens de IUCN dalend. De soort komt voor in Griekenland, Israël, Libanon, de Palestijnse Gebieden, Syrië en Turkije.
De wetenschappelijke naam van de soort werd in 1953 gepubliceerd door Schmidt. De Nederlandstalige naam is ontleend aan Libellen van Europa.